# Managemententscheidung
Managemententscheidungen sind Entscheidungen, die das Management eines Unternehmens oder einer Behörde unter Beachtung der Unternehmensziele oder Staatsziele trifft.

## Allgemeines
Das Unternehmen und das Management sehen sich hierbei meist mit komplexen Entscheidungssituationen bzw. Problemen konfrontiert. Diese sind für den Menschen häufig nicht mehr durchdenkbar und erfordern ein analytisches Lösen des Problems, um eine Entscheidung fällen zu können. Zur Entscheidungsvorbereitung dienen vor allem dispositive Daten, die eigens für die Unternehmensführung oder Behördenleitung geeignet sind. Bei der Verarbeitung dieser Daten können Management-Informationssysteme unterstützend wirken.
Zur Sicherung des Unternehmenserfolges muss das Management gute Entscheidungen treffen. Die beste oder eine gute Entscheidung ist nicht zwangsläufig die Entscheidung, die ex post das beste bzw. ein gutes Ergebnis aus der Entscheidung mit sich führt. Es ist jene Entscheidung, die zum Zeitpunkt der Auswahl für eine Alternative diejenige war, die nach dem existierenden Informationsstand die richtige gewesen wäre. Dementsprechend müssen die Handlungsalternativen nach bestmöglichen Maßstäben bewertet werden und eine sinnvolle Entscheidungsvorbereitung vollzogen werden, um eine gute und fundierte Entscheidung treffen zu können und den Unternehmenserfolg zu gewährleisten. Zur Bereitstellung und Auswertung notwendiger Informationen im Entscheidungsprozess des Managements trägt häufig das Controlling in unterstützender Funktion bei.
Eine Managemententscheidung liegt nur dann vor, wenn sie in der Lage ist, sich selbst im Kontext ihrer Handlungsalternativen zu negieren. Im engeren Sinne handelt es sich nur dann um echte Managemententscheidungen, wenn sie vom Top-Management (Vorstand) oder der zweiten Führungsebene getroffen werden.

## Entscheidungstheorie
Entscheidungen können sowohl aus der psychologischen bzw. soziologischen (deskriptive Entscheidungstheorie) als auch aus der mathematischen bzw. wirtschaftswissenschaftlichen (präskriptive bzw. normative Entscheidungstheorie) Perspektive betrachtet werden. Die beiden Perspektiven verfolgen dabei unterschiedliche Zielsetzungen.
Im folgenden Teil „Entscheidungsprozess“ soll ein präskriptiver Ansatz der Entscheidungsfindung in Unternehmen näher beleuchtet werden und teils Bezug zu realen Problemen genommen werden.

### Deskriptive Entscheidungstheorie
Ziel der deskriptiven Entscheidungstheorie ist es, reale Vorgänge in der Entscheidungsfindung zu beschreiben und das reale Vorgehen bzw. die Entscheidung prognostizieren zu können. Dabei werden mittels induktiver Vorgehensweise aus Beobachtungen, Experimenten und ähnlichem allgemeine Gesetze formuliert. Dabei wird häufig die Annahme getroffen, dass nur ein einzelner Entscheider existiert. Für Unternehmen wird dementsprechend häufig angenommen, dass das Unternehmen als ein Entscheider auftritt. Diese ist kritisch zu betrachten, da bspw. in einem Unternehmen Ziele untereinander konkurrieren können.

### Präskriptive Entscheidungstheorie
Ziel der präskriptiven Entscheidungstheorie ist es, das Entscheidungsverhalten von Entscheidungsträgern zu verbessern. Um dies zu erreichen, werden Modelle und Empfehlungen entwickelt, die das Management bei der Entscheidungswahrnehmung und  -findung unterstützen und somit zu rationaleren Entscheidungen führen sollen. Besonders im Bereich der Entscheidungstheorie in Unternehmen und somit für Entscheidungen des Managements ist es wichtig, eine möglichst objektive Wahrnehmung und Durchführung des Entscheidungsprozesses zu ermöglichen und subjektive Einflüsse in der Entscheidung bestmöglich zu negieren. Das Realisieren der optimalen Entscheidung durch das Management ist somit Hauptziel der präskriptiven Entscheidungstheorie.

## Entscheidungsprozess

### 1. Problemempfinden
Eine Entscheidungssituation startet mit einem sehr einfach klingenden Schritt, der sich aber in der Praxis weitaus komplizierter darstellt, im Bewusstsein, dass eine Situation vorliegt, die eine Entscheidung verlangt. Denn die einfachste aller Entscheidungen ist die unterlassene Entscheidung, die uns häufig in Schwierigkeiten bringt. In einer Situation, in der das Unternehmen mit seiner derzeitigen Situation zufrieden ist und kein Problem sieht und somit die „implizite Entscheidung“ des Nichts-Unternehmens bzw. -Änderns trifft. Aber die Frage ist, ob das in der spezifischen Situation die richtige Entscheidung ist. Die Entscheidung ist nur möglich, indem die Situation und Handlungsalternativen analysiert werden. Der Mensch hat die Tendenz, Entscheidungen zu unterlassen, da er sich für unternommene Taten eher verantwortlich fühlt als für solche, die nicht unternommen wurden. Somit hat der Mensch den Hang in einer zufriedenen Situation zu verweilen. Ein Unternehmen oder dessen Manager müssen sich stets fragen, ob die Situation verbessert werden könnte und was für Alternativen es gibt. Das setzt die Bewusstmachung der Entscheidungssituation voraus. In der Realität wird ein zu großer Alternativraum häufig als lästig empfunden und es existiert ein Hang dazu Bewährtes nicht zu verändern und sich mit dem Status quo zufriedenzugeben. Erst durch das Auftreten ernst zu nehmender Probleme wird sich das Management der Entscheidungssituation bewusst.
Wenn sich das Management des Unternehmens des Problems bzw. der Entscheidungssituation bewusst geworden ist, steht es vor der Aufgabe das Problem mit der Controllingabteilung, dem Aufsichtsrat und/oder externen Beratern zu kommunizieren. Die Problematik muss umrissen und verifiziert werden, um die Bereitschaft zur Lösung zu erhöhen. Damit es hierbei nicht zu Missverständnissen kommt, bedarf es einer klaren Definition von Begrifflichkeiten und Kennzahlen.

### 2. Problempräzisierung und Zieldefinition
Besteht eine Lösungsbereitschaft und existiert ein allgemeiner Überblick des Problems, muss das Management das Lösungsziel definieren. Dieses muss klar und eindeutig formuliert sein und muss sich auf ein einzelnes Ziel beschränken. Nur durch die Festlegung auf ein Ziel wird später eine klare Interpretation der Lösung ermöglicht. Das Ziel sollte sich dabei, mithilfe eines Lösungsverfahrens auf eine einzelne sinnvolle, zahlenmäßige und realistisch erreichbare Erfolgsgröße reduzieren lassen. Nebenbedingungen des Ziels sind dabei mit aufzuführen.
Zu diesem Zeitpunkt sollte das Management bereits einen Entwurf zur Lösungsmethode erarbeiten. Die Verfahren unterscheiden sich in ihrer Leistungsfähigkeit und je nachdem, welches verwendet wird, kommen auf das Unternehmen unterschiedliche Kosten zu. Zur Festlegung einer Methode sollte gemeinsam mit dem Controlling ein Konsens gefunden werden, welches Verfahren bezahlbar ist und trotzdem eine der Problemsituation entsprechenden Leistungsfähigkeit aufweisen kann.
Alle Begrifflichkeiten der Entscheidungssituation sind hierbei stets klar zu definieren. Durch unzureichende Präzision der Begrifflichkeiten kommt es zu Fehlinterpretationen, Ermessenspielräumen oder ähnlichem. Es ist also klar zu definieren, was unter Begriffen wie „Marktposition“, „Planwert“ oder ähnlichem zu verstehen ist. Auch der Zeitbezug und ähnliches ist stets herzustellen (Beispiel: Erhöhung des relativen Marktanteils um 10 % in 2 Monaten, 10 Jahren).

### 3. Lösungsmethode und Bedarf an Informationen
Aus der großen Zahl von Lösungsmethoden hat das Management nun die Aufgabe, eine für das zuvor klar definierte Problem mit seiner eindeutigen Zielstellung, die Lösungsmethode zu wählen. Dabei hilft die bereits umrissene Lösungsmethode durch Präzisierung, ein geeignetes Verfahren herauszufiltern.
Basierend auf der gewählten Lösungsmethode, ist es nun möglich die einzelnen Handlungsmöglichkeiten herauszukristallisieren und den erforderlichen Informationsbedarf abzuleiten. Die Suche nach verschiedenen Handlungsalternativen ist ein sehr wichtiger Faktor, da die Bewertung der falschen Alternativen auch zu den falschen bzw. nicht optimalen Entscheidungen führen. Es ist hierbei wichtig, keine zu frühe Fokussierung auf nur eine Handlungsalternative zu unternehmen, da sonst interessante und möglicherweise lukrative Optionen außer Acht gelassen werden.
Bei dem Informationsbedarf ist stets zu beachten, dass ein Unternehmen über begrenzte, konkurrierende Ressourcen verfügt. So führt die Entscheidung für eine Maßnahme häufig dazu, dass eine andere nicht durchgeführt werden kann. Das Problem kann also nicht völlig losgelöst von anderen Problemlösungen betrachtet werden. Auch mögliche Entscheidungen der Konkurrenz können Einfluss auf die Problemsituation haben und sind somit nach Möglichkeit mit einzubeziehen.

### 4. Informationsbeschaffung
Wenn ein Überblick über die benötigten Daten herrscht, heißt es nun, die Daten zu beschaffen. Jedoch ist es teils nicht möglich, alle Daten aus der Realität zu gewinnen oder der Zeitaufwand ist sehr hoch. Da die Informationen jedoch benötigt werden, ist es Aufgabe des Managements selbst oder durch Einbeziehen von Fachkräften (Experten ihrer Fachrichtung) bestmögliche, fundierte Annahmen über Größen zu treffen. Entscheidend ist, dass zuerst die Priorisierung der wichtigsten Elementen der Lösungsmethode geschaffen wird, die bei Bedarf und zeitlicher Verfügbarkeit präzisiert werden können.
Annahmen die getroffen werden, sollten klar definiert sein und für alle transparent zugänglich sein. Annahmen beeinflussen das Ergebnis in entscheidender Art und Weise, daher sollte hier ein Konsens über die getroffenen und zu treffenden Annahmen herrschen. Häufig werden am Ende der Ergebnisberechnung die Ergebnisse diskutiert, wobei diese Diskussionen teilweise auf Unterschiede in Annahmen zurückzuführen sind. Daher ist es wichtig bereits in diesem Stadium der Entscheidungsfindung die Annahmen zu diskutieren und reflektieren und letztendlich einen Konsens bezüglich der Annahmen zu finden. Durch ein analytisches Vorgehen sind die Ergebnisse rational abgeleitet und es besteht kein Spielraum mehr für Diskussionen, sofern über Annahmen Einigkeit herrscht.
Ein weiterer Faktor, der beim Treffen von Annahmen zu beachten ist, sind Scheingenauigkeiten. Der Mensch tendiert dazu, einer „genaueren Aussage“ (einem klaren deutlichen Wert) mehr Wert bzw. eine höhere Wahrscheinlichkeit einzuräumen, als einer vageren Behauptung. Beim Festlegen von Annahme existiert meist jedoch ein eher vages Wissen, welchen Wert die Variable annehmen wird. Daher sollten die Annahmen eher vage als genau gehalten werden und vor allem eher in Verteilungen, als dass ein exakter Wert (bspw. der Erwartungswert) für die Variable verwendet wird. Beispiel: Anstelle der Annahme, dass der Preis für Eisenerz bei 45,43 € liegt, wird die Annahme für den Eisenerzpreis mittels einer Verteilung (bspw. einer Dreiecksverteilung) getroffen, dabei wird sich der Preis in einem Bereich von minimal 40 € bis maximal 50 € mit einem wahrscheinlichsten Wert von 46 € bewegen. Dank moderner Computersimulationen lassen sich so ohne weiteres Wahrscheinlichkeitsverteilungen als Werte in die Modelle einbauen. Hingewiesen sei auch darauf, dass der Mensch dazu tendiert, positiven Ereignissen höhere Wahrscheinlichkeiten und unangenehmen Ereignissen niedrigere Wahrscheinlichkeiten zu geben.
Auch für beschaffbare Informationen gilt, dass diese eher mittels Verteilungen anzugeben sind, da zukünftige Werte stets Unsicherheiten unterliegen und somit sowohl nach oben als auch nach unten Schwankungen aufweisen können. Eine der essentiellen Herausforderungen des Bewertungsprozesses ist es, die Risiken und Chancen in einem ausreichenden und vor allem angemessenen Maß zu beurteilen. Verteilungen sind der Versuch, Unsicherheiten für den Menschen erfassbar und quantitativ verwendbar zu machen.
Die Informationsbeschaffung wird stark durch die Wahrnehmung und Aufmerksamkeit des Entscheidungsträgers beeinflusst. So wird in der Praxis häufig nur wahrgenommen, was in das eigene Schema passt und so die eigenen Annahmen bestätigt. Genauso sind häufige Fehleinschätzungen von Wahrscheinlichkeiten von Unsicherheiten zu finden.

### 5. Problemlösung und Handlungsoptionen bewerten
Aus den beschafften Informationen werden nun mithilfe der festgelegten Lösungsmethode die Lösungen der Handlungsalternativen ermittelt. Mittels Computersimulationsprogrammen (bspw. @Risk) lassen sich die Informationen und das Modell auf den zuvor festgelegten Zielwert (vgl. 2.) zusammenführen. Dabei werden vom Programm diverse Zukunftsszenarien mit den unterschiedlichen Risikogrößen berechnet. Hier sei darauf verwiesen, dass unter die Risikogrößen neben den allgemeinen Variablen (aus Informationen und Annahmen) auch die möglichen Reaktionen von Dritten, die durch unsere Entscheidung betroffen sind oder auf diese Einwirkung nehmen können, zu beachten ist. Als Beispiel seien hierbei Wettbewerber genannt, die durch eigene Entscheidungen auf unsere Entscheidung reagieren können.
Das Ergebnis der Szenarioanalyse wird vom Computerprogramm in Form einer Verteilung ausgegeben, die einer Interpretation bedarf. Das Ergebnis wird die Wahrscheinlichkeiten von Wertung und die Streuung der Werte zeigen. Die Streuung spiegelt dabei das Risikomaß der Lösung wider. Eine Lösung mit einer hohen Streuung weist ein höheres Risiko auf als eine mit einer niedrigen Streuung. Die somit gewonnenen Ergebnisse können nun beispielsweise mithilfe einer Matrix verglichen werden. Der Vergleich der Handlungsalternativen mündet letztlich in die Entscheidung bzw. das Festlegen für eine Handlungsalternative. Beim Festlegen sollte jedoch nicht sofort auf die erste Alternative, die als die richtige erscheint, gesetzt werden. Die Handlungsalternativen beruhen auf Annahmen, die Unsicherheiten unterliegen. Daher sollten die möglichen Alternativen auf ihre Sensitivität gegenüber den Annahmen (was passiert, wenn die Annahme verletzt wird?) geprüft werden. Eine Alternative, die dabei eher schwach auf Annahmeverletzungen reagiert, ist dabei einer mit starken Änderungen vorzuziehen.
Damit nicht der Fall eintritt, dass die Gruppe im Vorfeld für eine Alternative plädiert, werden beispielsweise im Vorfeld Vertreter für jede Alternative festgelegt, die für oder gegen eine bestimmte Alternative sind. Somit wird in der Gruppe der Entscheidungsträger aktiv versucht, Pro- und Contra-Punkte für die jeweiligen Alternativen zu finden und somit eine ausgeglichenere und offenere Entscheidungssituation zu finden. Durch solch ein Vorgehen wird die Qualität der Entscheidung gesichert, da eine aktivere und offenere Reflexion der Handlungsalternativen vollzogen wird. Auch die Prüfung der Entscheidung durch eine neutrale Partei bietet sich hierbei (zusätzlich) an.
Die Entscheidung hängt aber auch von menschlichen Faktoren ab. Die Risikobereitschaft des Menschen hängt stark davon ab, ob er sich in einer positiven Situation (Gewinnsituation, das Unternehmen steht gut da und Ziel ist es die Situation noch weiter zu verbessern) oder negativen Situation (Verlustsituation, das Unternehmen steht schlecht da, es schreibt möglicherweise Verluste und steht vor der Insolvenz und es wird das Ziel einer Verlustreparation verfolgt) befindet. In positiven Situationen ist der Mensch im Regelfall risikoaverser als in negativen Situationen, in denen er risikofreudiger wird, in der Hoffnung die Situation doch noch wieder „gerade zu bügeln“. Des Weiteren unterliegen Präferenzen der Menschen gewissen Änderungen über die Zeit und häufig sind diese dem Entscheidungsträger nicht in Gänze bewusst und hängen von der Darstellung der Ergebnisse oder Ähnlichem ab. Auch müssen die Präferenzen nicht immer in sich konsistent sein, sondern können axiomatisch widersprüchlich sein. So kann das Management ohne jegliche Änderung in der Situation an Tag eins für Variante A sein und an Tag zwei ist Variante A die schlechteste und es wird sich für etwas völlig anderes entscheiden, nur aufgrund einer Präferenzänderung oder gar keiner Wahrnehmung der Präferenz.

### 6. Umsetzung
Die Entscheidung muss nun so überarbeitet werden, dass sie von allen Entscheidungsbetroffenen im Unternehmen intuitiv verstanden wird und umgesetzt werden kann. Das Management muss die Entscheidung dementsprechend in einen Plan, der die einzelnen Maßnahmen beinhaltet, transferieren. Dabei ist wichtig, dass ersichtlich ist, wer welche Verantwortung trägt. Auch Instrumente zur Überwachung des Umsetzungsprozesses sollten definiert werden.
Sollten neue Informationen auftreten, so tendiert der Mensch dazu, seine einmal getroffene Entscheidung nicht zu revidieren und zu dieser zu stehen. Sollten neue Informationen jedoch zu dem Schluss führen, dass die getroffene Entscheidung nun keine „gute Entscheidung“ mehr darstellt, so sollte diese revidiert werden. Häufig sind bereits Gelder investiert worden und das Unternehmen hat bereits viele Kosten auf sich genommen. Die Situation ist in diesem Fall jedoch neu zu bewerten; führt das Ergebnis dazu, dass das Projekt besser nicht fortgesetzt wird, so sollte diese Entscheidung getroffen werden. Aufgrund des „Sunk-cost-Effektes“ geschieht dies häufig jedoch nicht.

## Entscheidungsvorbereitung
Während der Entscheidungsvorbereitung werden insbesondere dispositive Daten (wie Marktdaten, Betriebsvergleiche) gesammelt, während operative Daten (Umsatzerlöse) eine geringere Rolle spielen. Von den Unternehmensdaten können auch weiche Daten (wie die Arbeitsmotivation) von Bedeutung sein.